# Chaussée d'Antin - La Fayette (métro de Paris)
Chaussée d'Antin - La Fayette est une station des lignes 7 et 9 du métro de Paris, située dans le 9e arrondissement de Paris.

## Situation
La station est implantée à l'intersection du boulevard Haussmann avec la rue de la Chaussée-d'Antin, la rue La Fayette et la rue Halévy, dans le quartier de la Chaussée-d'Antin. Les quais sont établis :
- sur la ligne 7, sous l'amorce de la rue La Fayette et approximativement orientés selon un axe nord-est/sud-ouest, entre la rue de la Chaussée-d'Antin et la rue Taitbout ;
- sur la ligne 9, sous le boulevard Haussmann et approximativement orientés selon un axe est-ouest. également entre la rue de la Chaussée-d'Antin et la rue Taitbout.

Le point d'arrêt de la ligne 7 s'intercale entre les stations Le Peletier et Opéra, tout en étant suivi d'un raccordement de service avec la ligne 3, lequel s'embranche en pointe sur la voie en direction de Mairie d'Ivry et de Villejuif - Louis Aragon. La station de la ligne 9, établie à plus grande profondeur, est quant à elle encadrée par les stations Havre - Caumartin et Richelieu - Drouot.

## Histoire
La station est ouverte le 5 novembre 1910 avec la mise en service du premier tronçon de la ligne 7, lequel relie le terminus provisoire d'Opéra à la station Porte de la Villette.
Elle doit sa dénomination initiale de Chaussée d'Antin à sa proximité avec la rue de la Chaussée-d'Antin, au sein du quartier éponyme, dont le nom fait référence à un hôtel particulier ayant appartenu au duc d'Antin, fils de Madame de Montespan ; le terme de « chaussée » provient du fait que la rue précitée dut être surélevée lors de sa construction en raison de la nature marécageuse du terrain.
Le 3 juin 1923, la station devient le terminus nord-est de la ligne 9 (depuis Exelmans) en remplacement du terminus précédent de Saint-Augustin, et le demeure jusqu'au 30 juin 1928, date à laquelle la ligne précitée est prolongée d'une station supplémentaire jusqu'à Richelieu - Drouot.
Dans les années 1950, les quais de la ligne 9 sont parmi les premiers du réseau à être modernisés par la mise en place d'un carrossage métallique sur les piédroits, qu'ils conservent jusqu'à leur rénovation en style « Andreu-Motte » partiel dans les années 1980. Ce dernier style décoratif est également appliqué à la station de la ligne 7, les deux points d'arrêt voyant leurs faïences biseautées d'origine remplacées par du carrelage blanc plat. Sur les quais de la ligne 9, cela se traduit par la disparition du style d'entre-deux-guerres de l'ex-CMP, décoration caractérisée par des cadres publicitaires en faïence de couleur miel à motifs végétaux et le nom de la station incorporé dans la céramique murale.
En 1989, la station est rebaptisée Chaussée d'Antin - La Fayette du fait de son implantation au point de départ de la rue La Fayette, laquelle rend hommage à Gilbert du Motier, marquis de La Fayette (1757-1834). En parallèle, les points d'arrêt des deux lignes reçoivent, en complément de la modernisation des quais, un aménagement culturel spécifique commémorant le bicentenaire de la Révolution, financé par les Galeries Lafayette dont la station assure la desserte.
Dans le cadre du programme « Renouveau du métro » de la RATP, les couloirs ainsi que le hall d'accueil de la station sont rénovés à leur tour dans le courant des années 2000.
De par sa proximité avec les Galeries Lafayette Haussmann, la station est à plusieurs reprises le théâtre d'accidents de la circulation impliquant des automobilistes, confondant ses accès avec l'entrée d'un parking souterrain qui mènerait au sous-sol du grand magasin. Ainsi, le 24 avril 2012, une voiture tente de s'engouffrer dans la trémie de l'accès no 6 et y reste bloquée, sans faire de blessé. Cet incident se reproduit le 24 septembre 2018 au niveau de l'accès no 1, puis c'est de nouveau dans l'entrée no 6 qu'une voiture se retrouve piégée le 8 février 2025, toujours sans causer de victime,.

Archives de la station
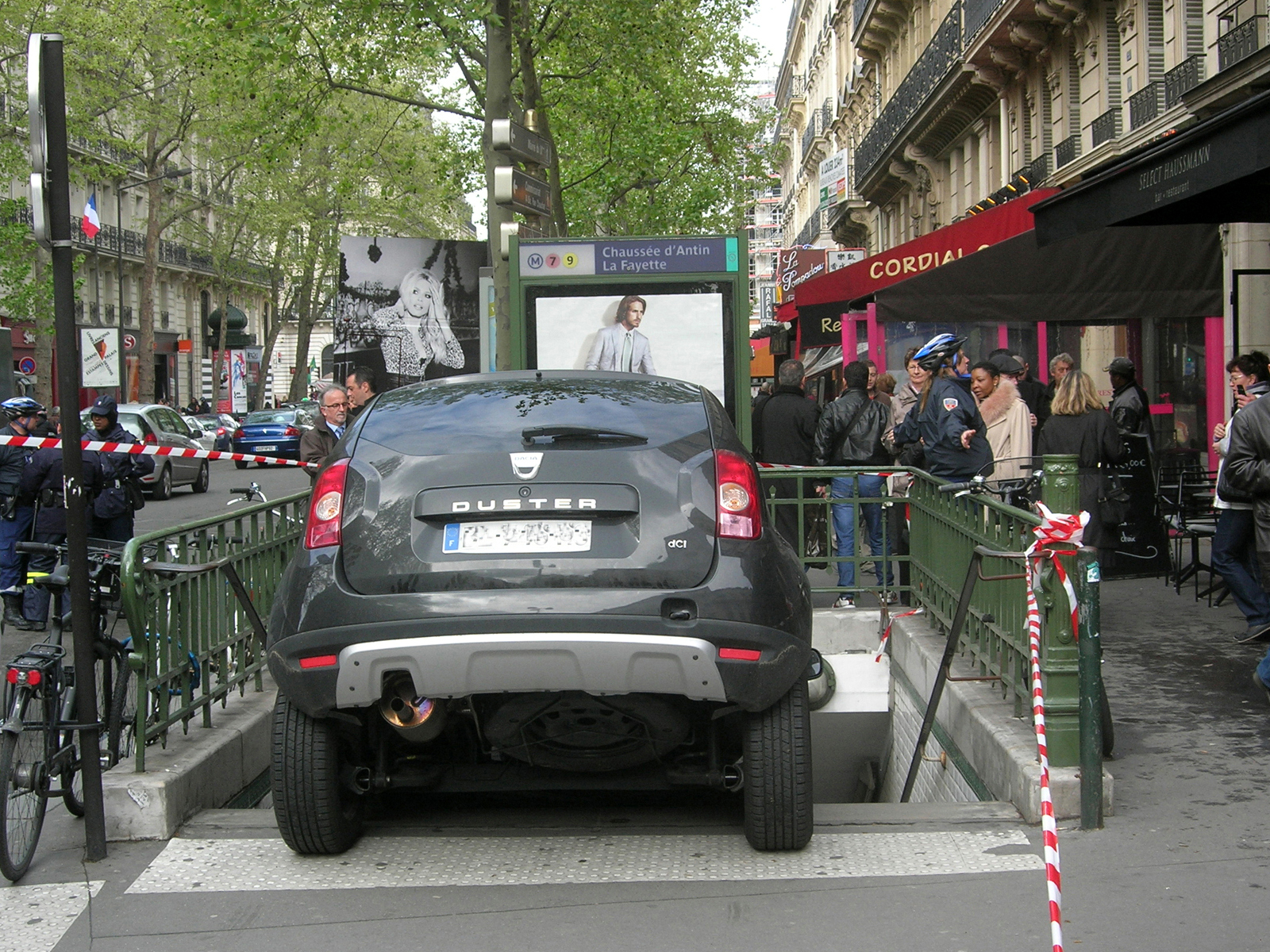
L'accident de voiture survenu le 24 avril 2012.
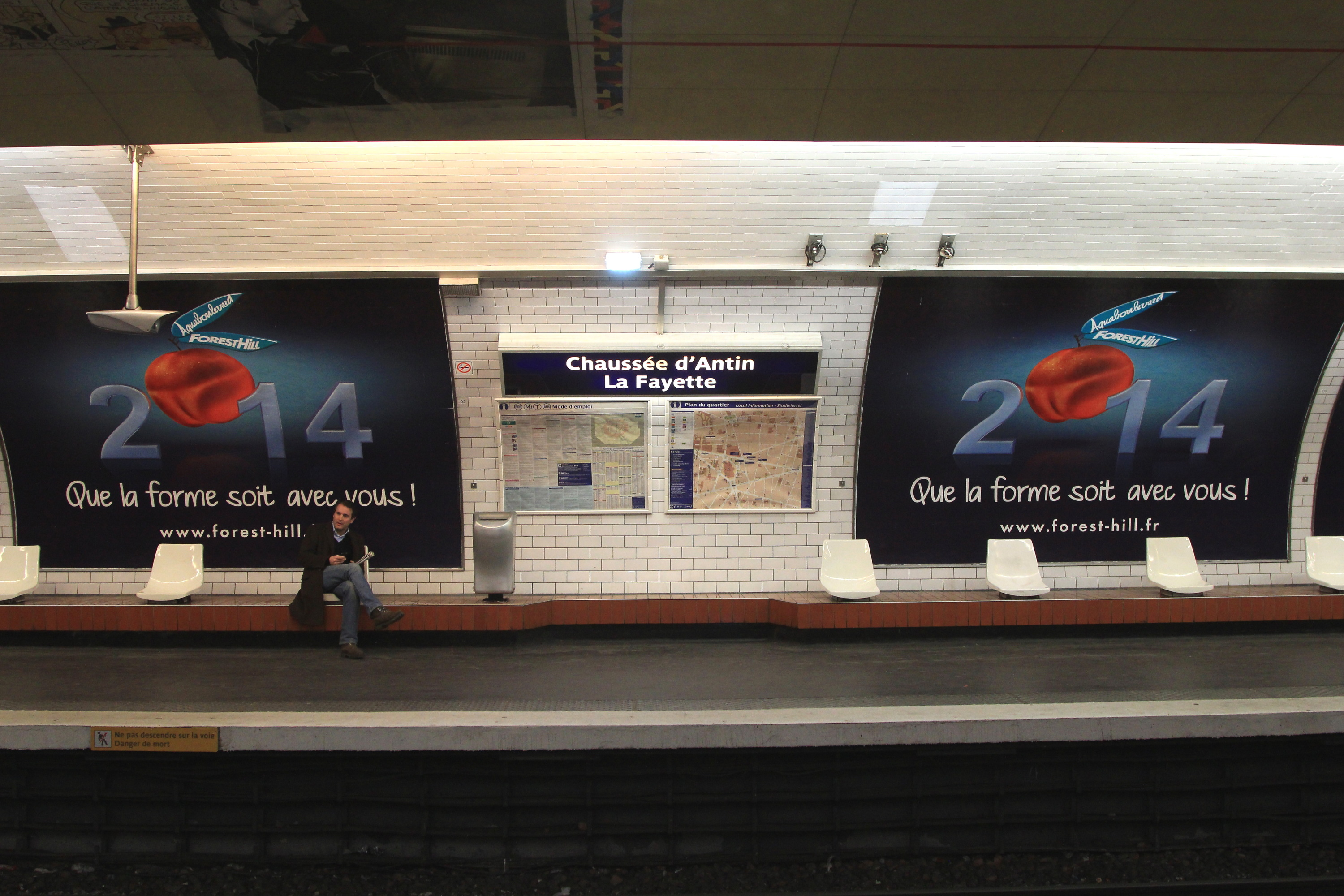
Un quai de la ligne 9 avant le retrait des panneaux rétro-éclairés.

## Services aux voyageurs

### Accès
La station dispose de six accès répartis en sept bouches de métro :
- l'accès no 1 « Grands magasins - Galeries Lafayette », constitué d'un escalier fixe, débouchant à l'angle du boulevard Haussmann et de la rue de la Chaussée-d'Antin, au droit des Galeries Lafayette Haussmann, tout en étant doublé d'un accès direct au sous-sol du grand magasin ;
- l'accès no 2 « Rue La Fayette », constitué d'un escalier fixe, se trouvant à l'angle des rues de la Chaussée-d'Antin et La Fayette ;
- l'accès no 3 « Rue Halévy », également constitué d'un escalier fixe, se situant face au no 29 du boulevard Haussmann, à l'ouest de l'angle avec la rue Halévy ;
- l'accès no 4 « Boulevard Haussmann » comprenant deux entrées débouchant au droit des nos 36 et 36 bis du boulevard Haussmann, la première, constituée d'un escalier fixe doublé d'un escalier mécanique montant, et la seconde comportant un simple escalier fixe ;
- l'accès no 5 « Rue de la Chaussée-d'Antin », constitué d'un escalier fixe, se trouvant face au no 23 bis du boulevard Haussmann, à l'angle avec la rue de la Chaussée-d'Antin ;
- l'accès no 6 « Rue Taitbout », constitué d'un escalier fixe permettant un accès direct aux quais de la ligne 9 uniquement, se situant au droit du no 28 du boulevard Haussmann face à la place Adrien-Oudin.

L'ensemble des trémies d'accès sont agrémentées d'une balustrade en fer forgé de type Dervaux, assortie d'un candélabre dans ce même style des années 1930 sur les accès no 1, 3, 4 et 5. La trémie secondaire de ce dernier accès était ornée d'un édicule Guimard par le passé.

Accès à la station
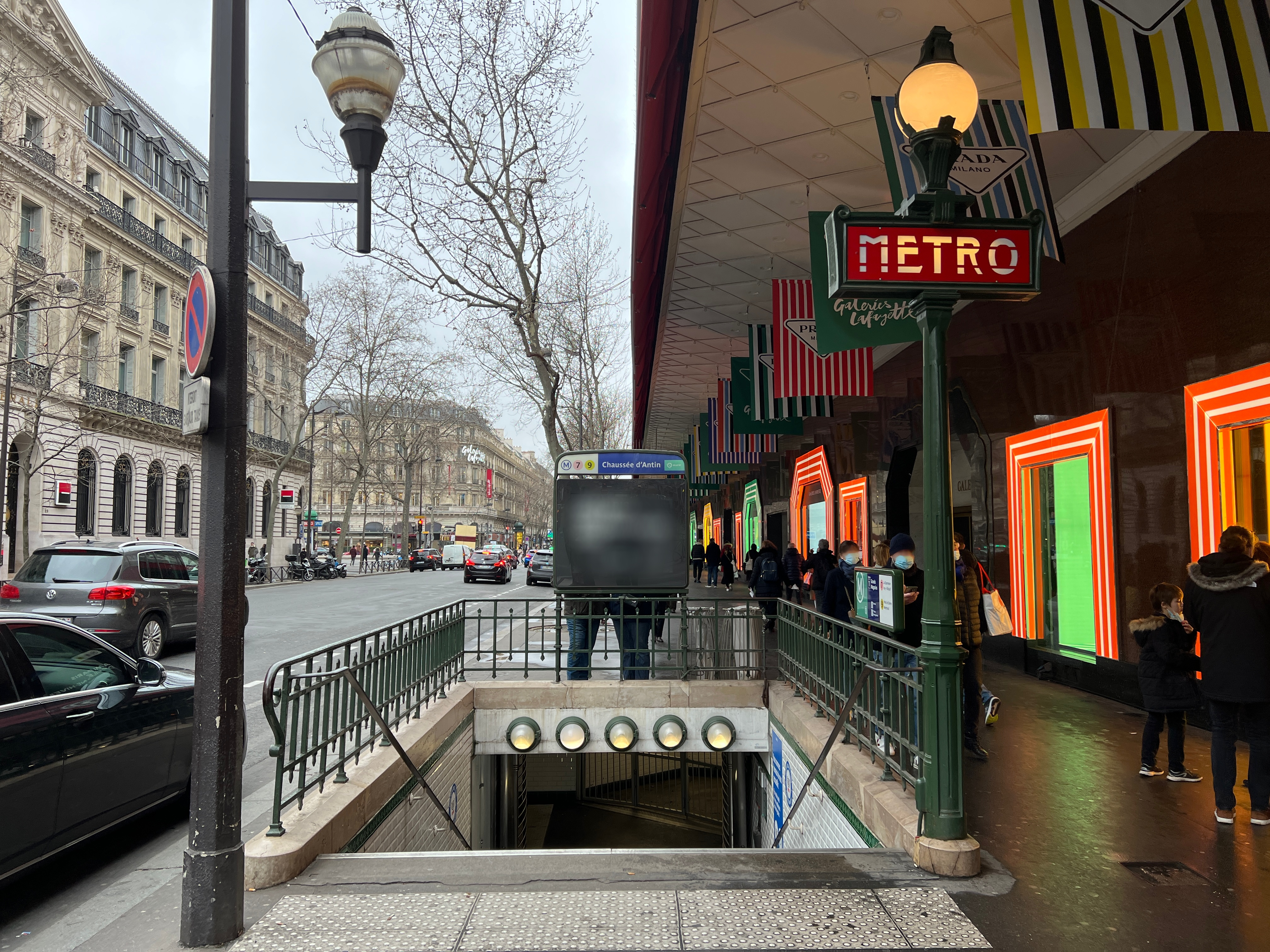
L'accès no 1 « Grands magasins ».
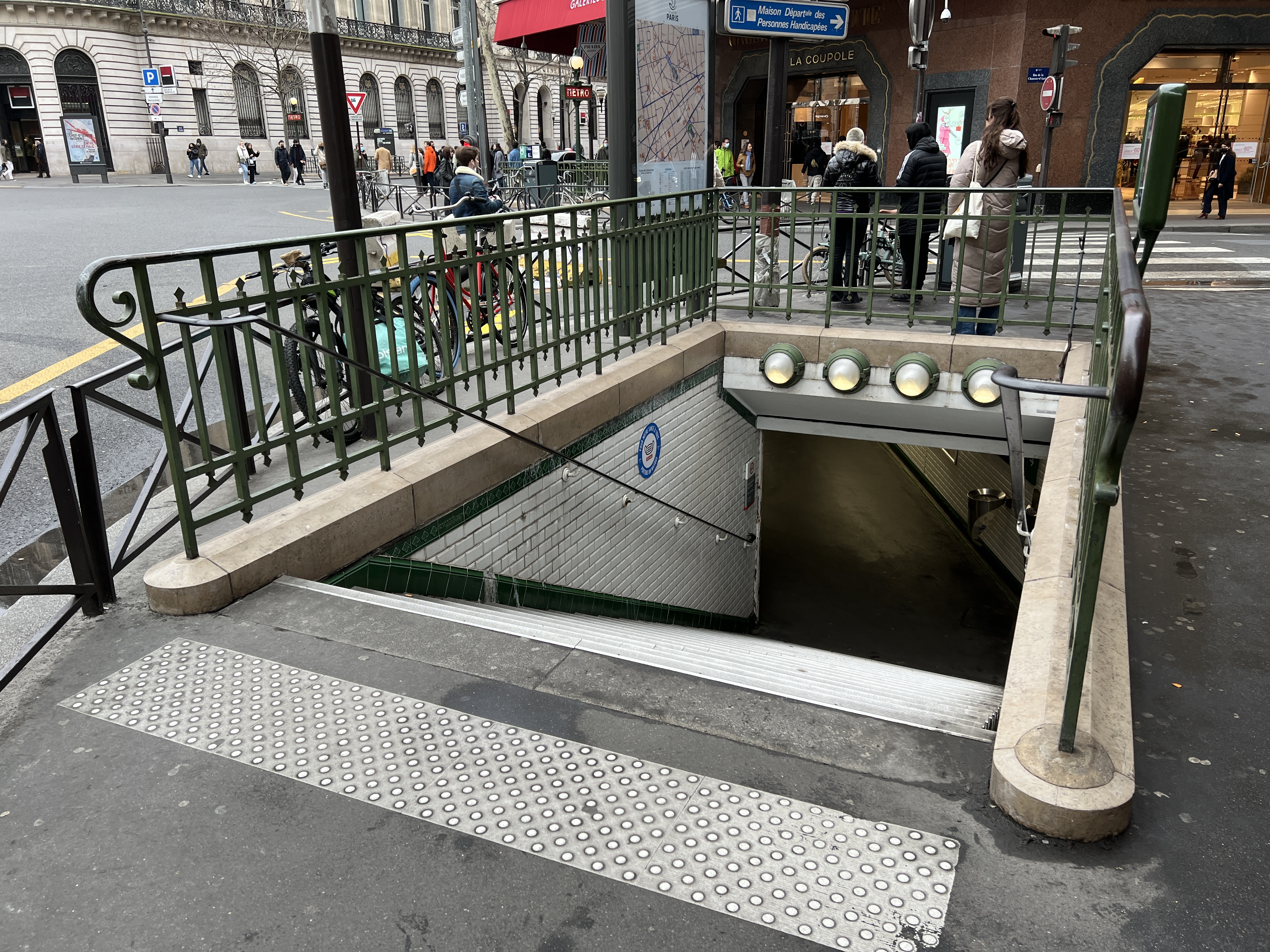
L'accès no 2 « Rue La Fayette ».
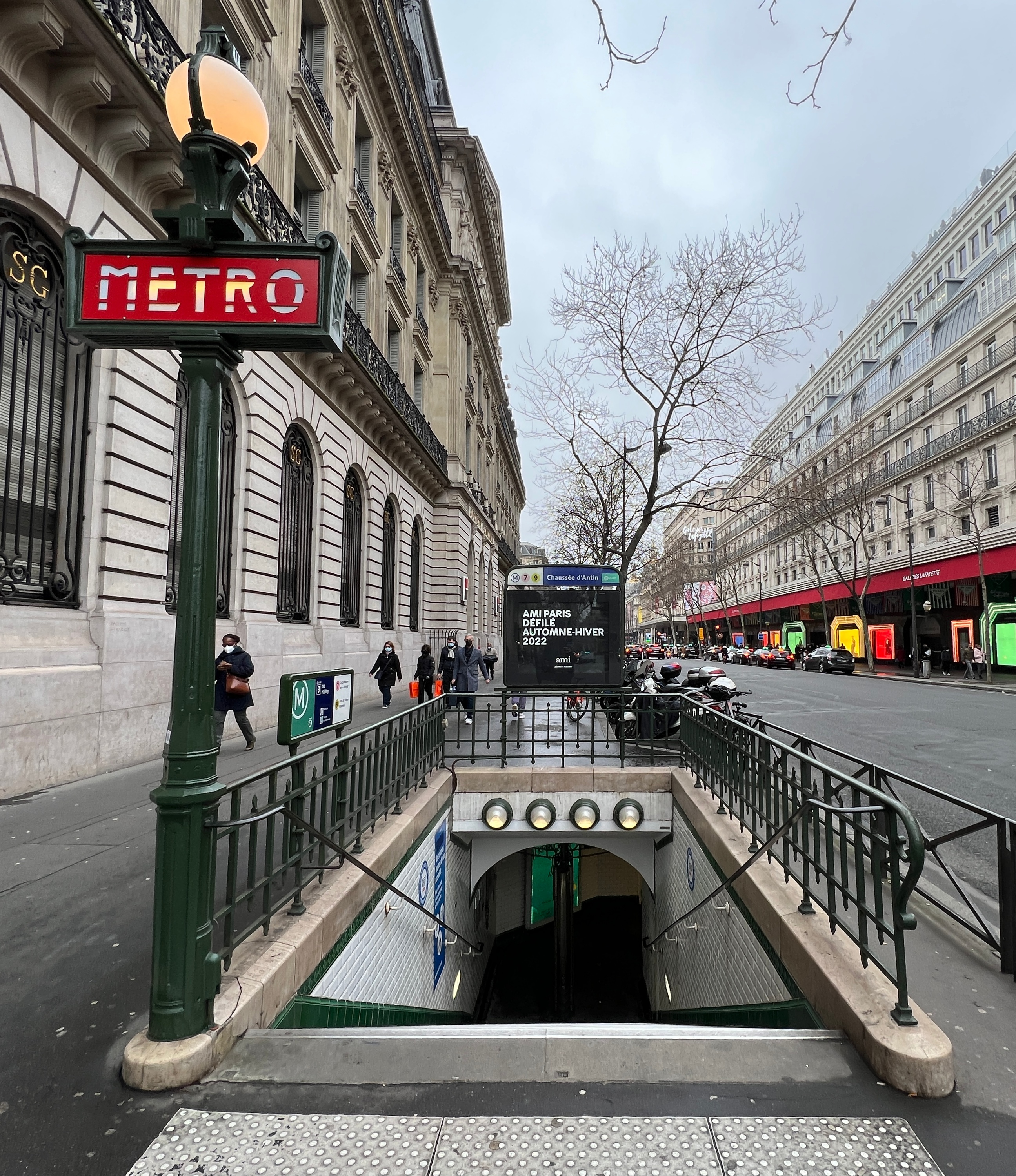
L'accès no 3 « Rue Halévy ».
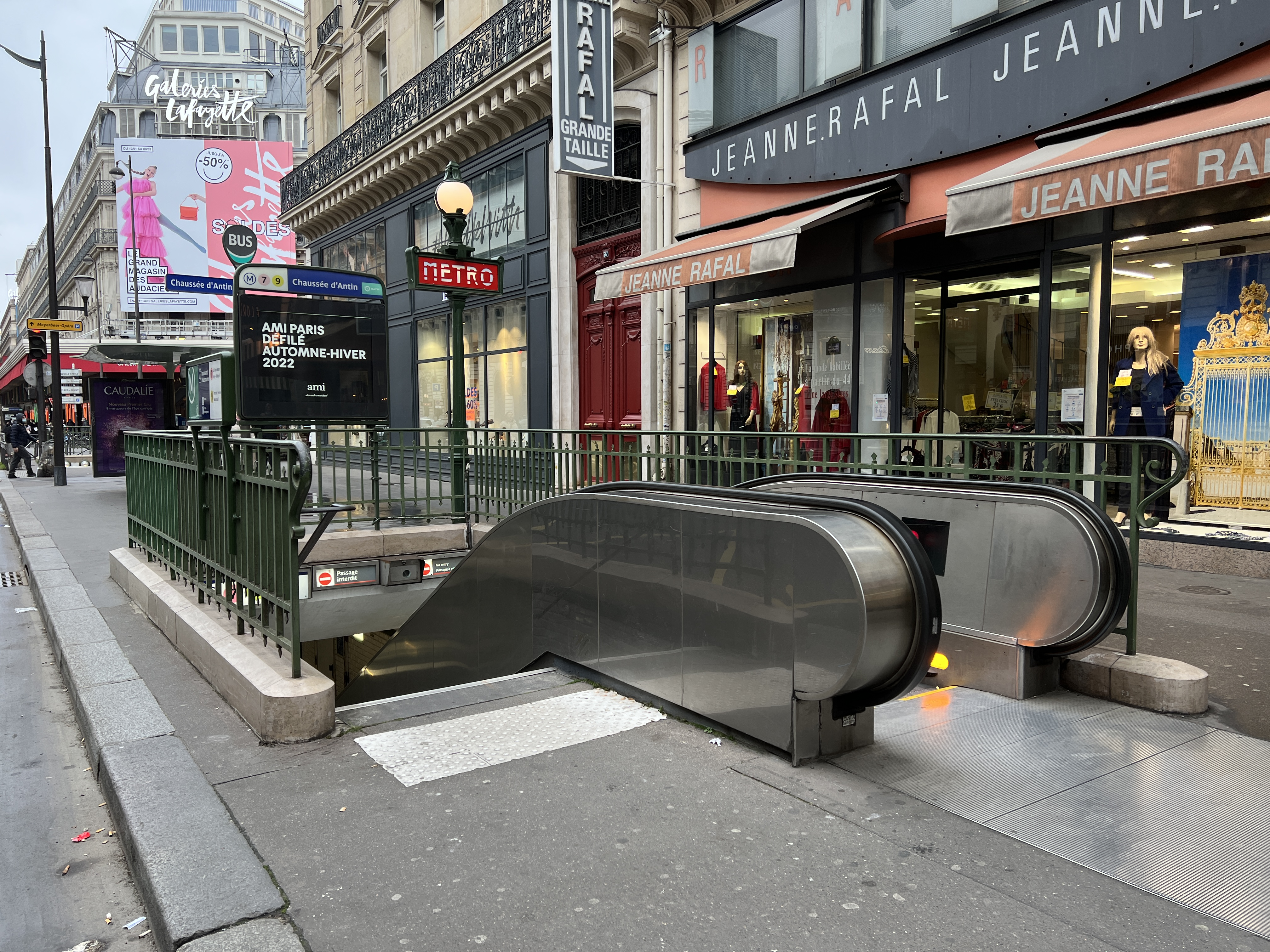
L'accès no 4 « Boulevard Haussmann ».
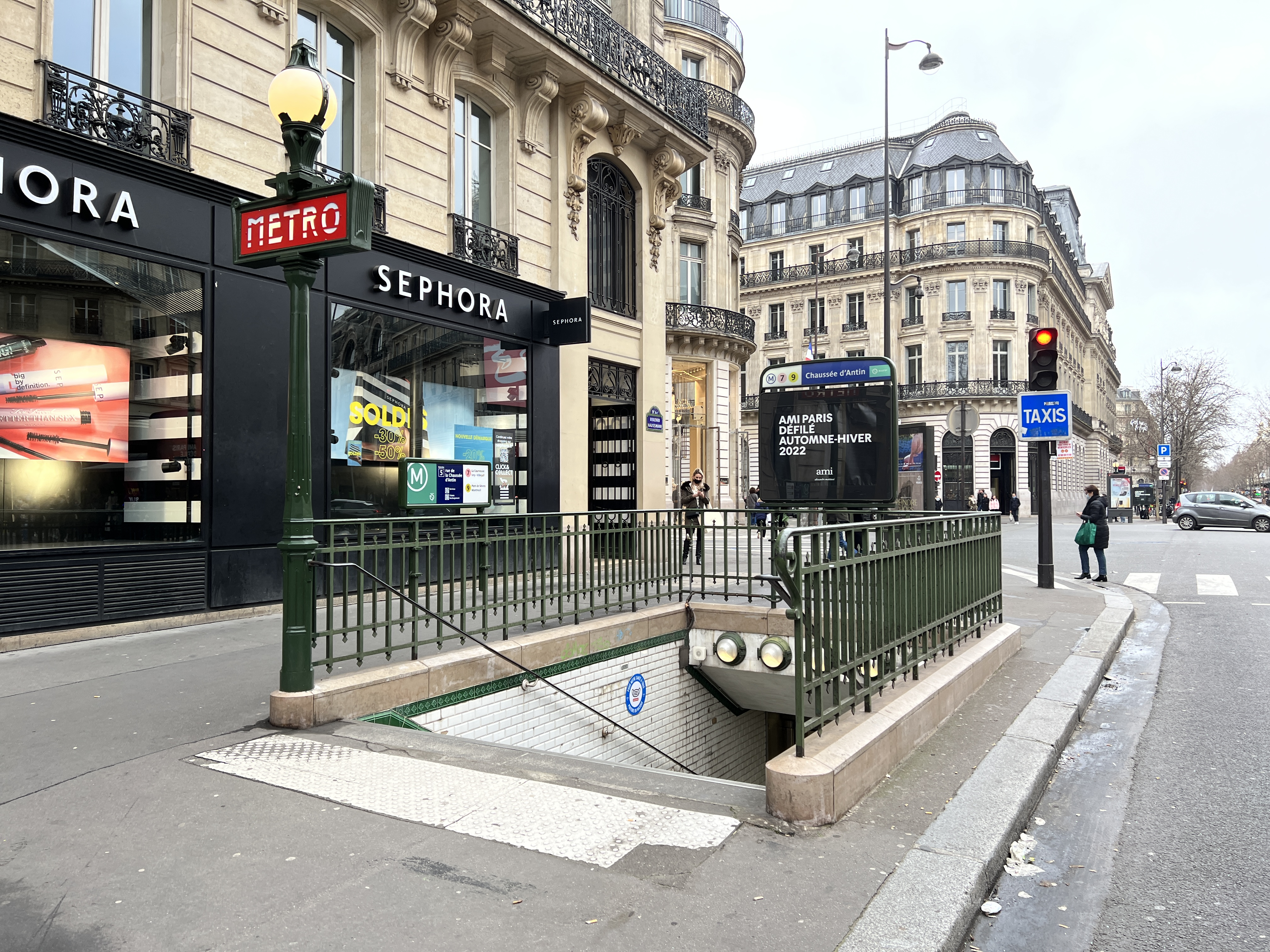
L'accès no 5 « Rue de la Chaussée-d'Antin ».
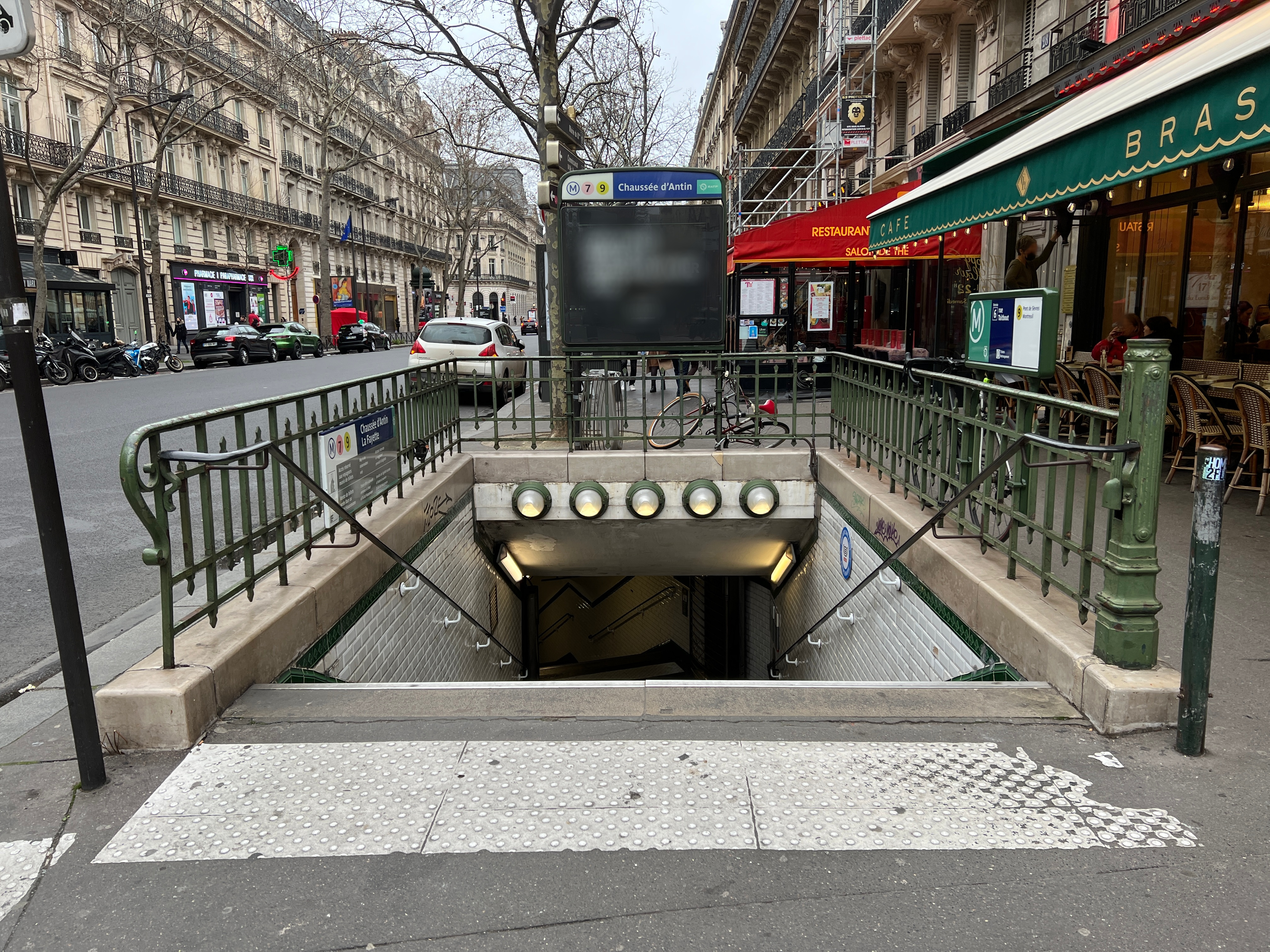
L'accès no 6 « Rue Taitbout ».

Le sol du hall d'accueil de la station a la particularité d'être recouvert d'un carrelage de type opus incertum, avec des fragments de carreaux de taille et de couleur irrégulière, dont certains multicolores parmi une majorité de morceaux gris anthracite.

### Quais
Les quais des deux lignes, d'une longueur conventionnelle de 75 mètres, sont de configuration standard pour le métro de Paris : au nombre de deux par point d'arrêt, ils sont séparés par les voies du métro situées au centre et la voûte est elliptique. Chacune des voûtes est décorée d'une fresque en tôle peinte, réalisée en 1989 à l'occasion du bicentenaire de la Révolution française.
Sur la ligne 7, cet aménagement culturel est complété d'une décoration de style « Andreu-Motte » avec deux rampes lumineuses bleues ayant la particularité d'être surmontées d'un dispositif d'éclairage supplémentaire pour mettre en valeur la fresque, ainsi que des banquettes recouvertes de carrelage bleu plat et équipées de sièges « Motte » de même couleur. Avant 2020, les barrières entourant les trémies d'escaliers sur le quai en direction de La Courneuve - 8 Mai 1945 étaient également peintes en bleu afin de s'harmoniser avec la décoration en respectant son uniformité colorimétrique. Ces aménagements sont eux-mêmes mariés avec les carreaux en céramique blancs plats qui recouvrent les piédroits et les tympans. Les cadres publicitaires sont métalliques et le nom de la station est inscrit en police de caractères Parisine sur plaques émaillées. La station se distingue cependant par la partie basse du piédroit du quai en direction de La Courneuve qui est verticale et non elliptique sur l'essentiel de sa longueur, du fait de la présence des nombreuses trémies d'escaliers. Les plaques nominatives sont ainsi disposées en saillie sur la courbure à la base de la voûte.
La fresque ornant cette dernière, d'une superficie de 470 m2, a été réalisée par les peintres Michel Darmon et Henriette Métayer. Le marquis de La Fayette montre de son doigt le Nouveau Monde, sous la forme d'un enfant, qui regarde ses soldats et lui. La Liberté, représentée par une jeune femme, tend une flamme et regarde le traité de coopération entre La Fayette et Washington. Plus loin, La Fayette regarde vers cette même Liberté.

Quais de la ligne 7
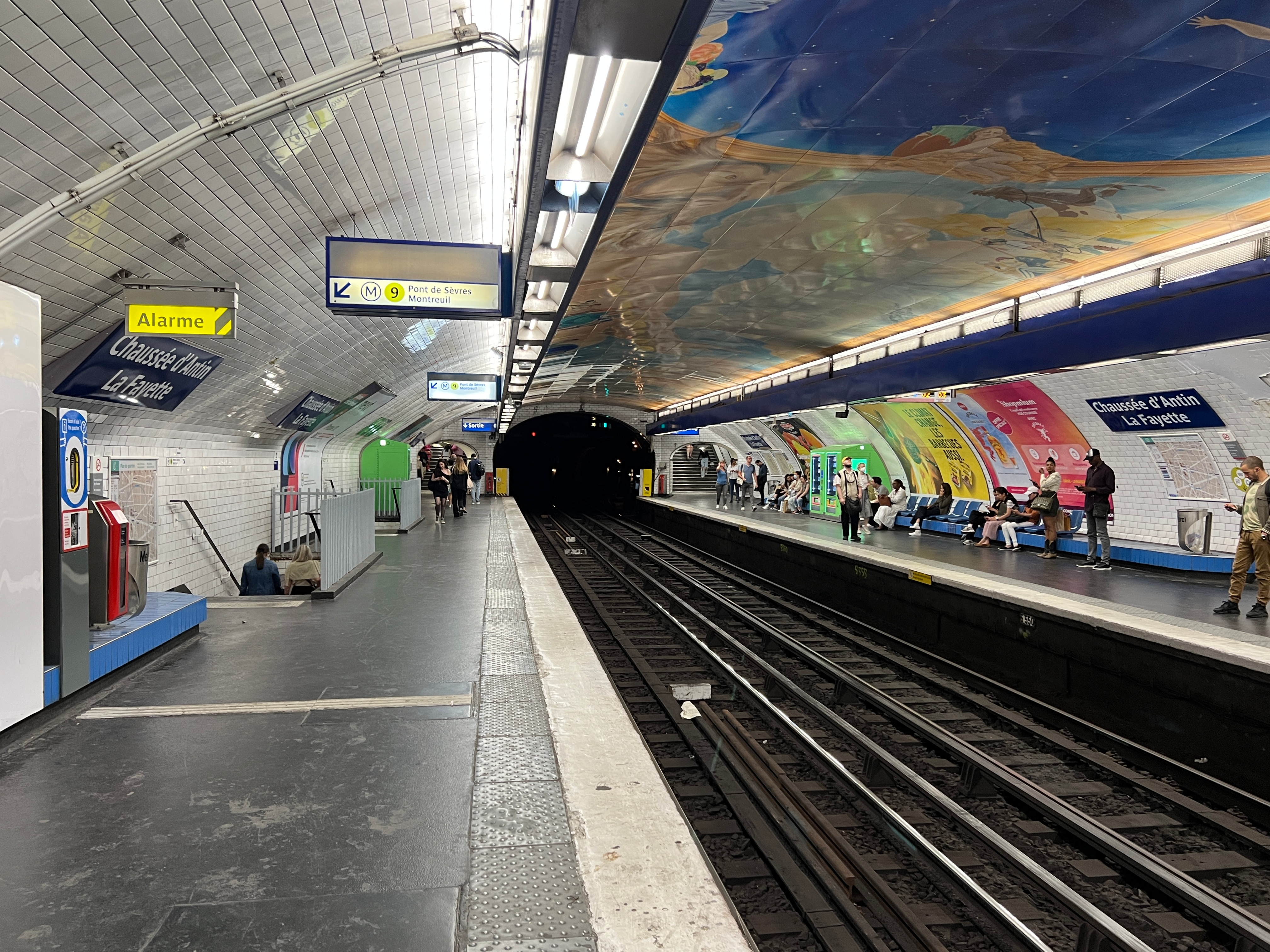
Les quais vus vers Mairie d'Ivry et Villejuif - Louis Aragon.
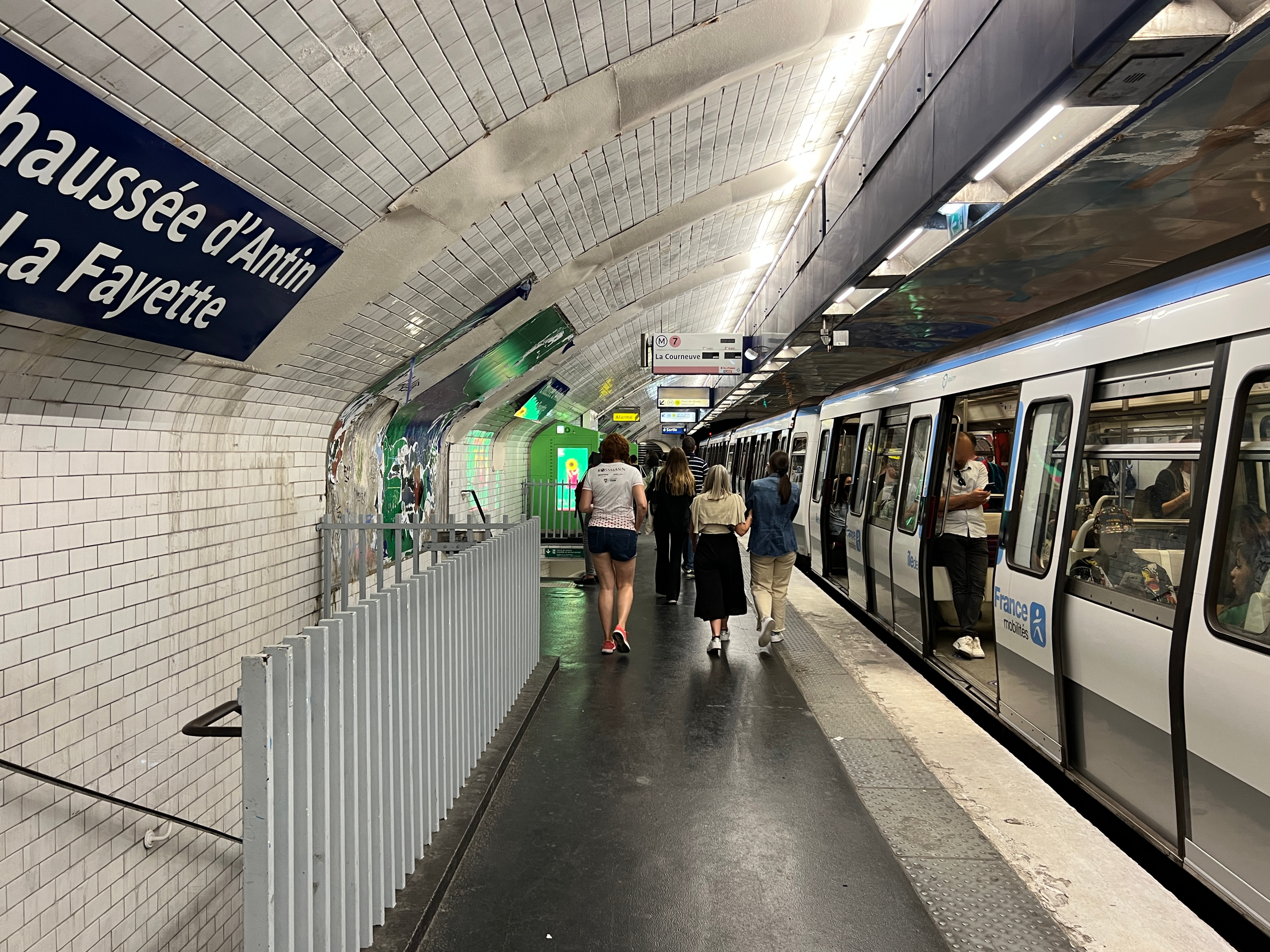
Arrêt d'une rame MF 77 rénovée pour La Courneuve - 8 Mai 1945.
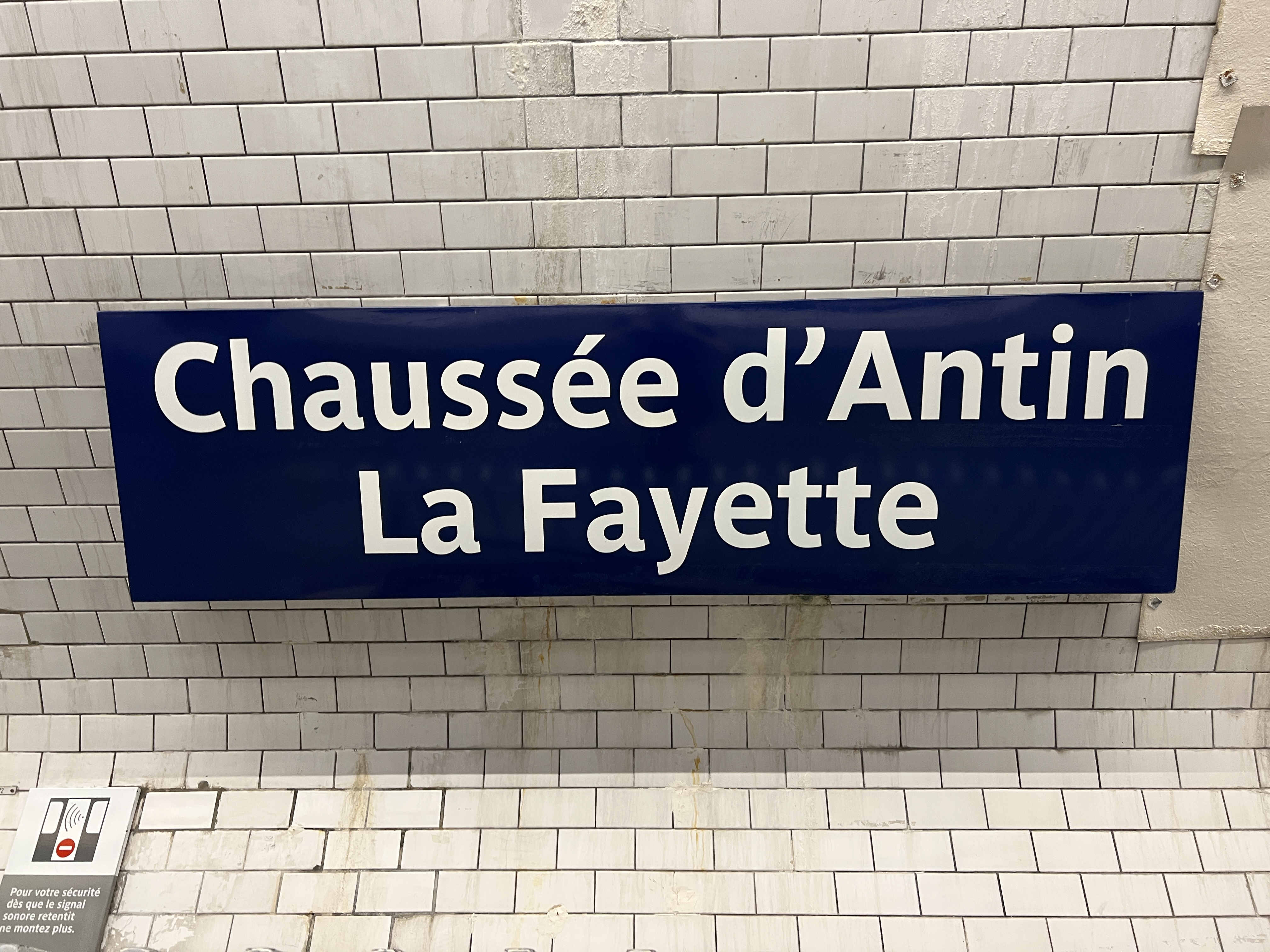
Plaque émaillée indiquant le nom de la station.

Sur la ligne 9, la décoration culturelle est accompagnée d'aménagements de style « Motte » plus légers : les quais disposent de banquettes recouvertes de carrelage marron plat et surmontées de sièges « Motte » bleus (lesquels remplacent des assises blanches du même modèle). Il n'y a pas de bandeaux lumineux comme il en est d'usage dans les stations de ce style, les quais ne disposant que d'un éclairage indirect assuré par les luminaires dissimulés sur les côtés de la fresque, auparavant éclairée à l'aide de projecteurs. Comme sur la ligne 7, les carreaux en céramique blancs sont plats et recouvrent les piédroits ainsi que les tympans. Les cadres publicitaires sont métalliques et le nom de la station, écrit avec la typographie Parisine, figurait sur des caissons rétro-éclairés jusqu'en juillet 2022, remplacés depuis par des plaques émaillées classiques.
La fresque agrémentant la voûte a été réalisée par l'artiste peintre français Jean-Paul Chambas. Tout comme celle de la ligne 7, elle illustre le marquis de La Fayette et la révolution américaine qui a conduit à l'indépendance des États-Unis d'Amérique.

Quais de la ligne 9
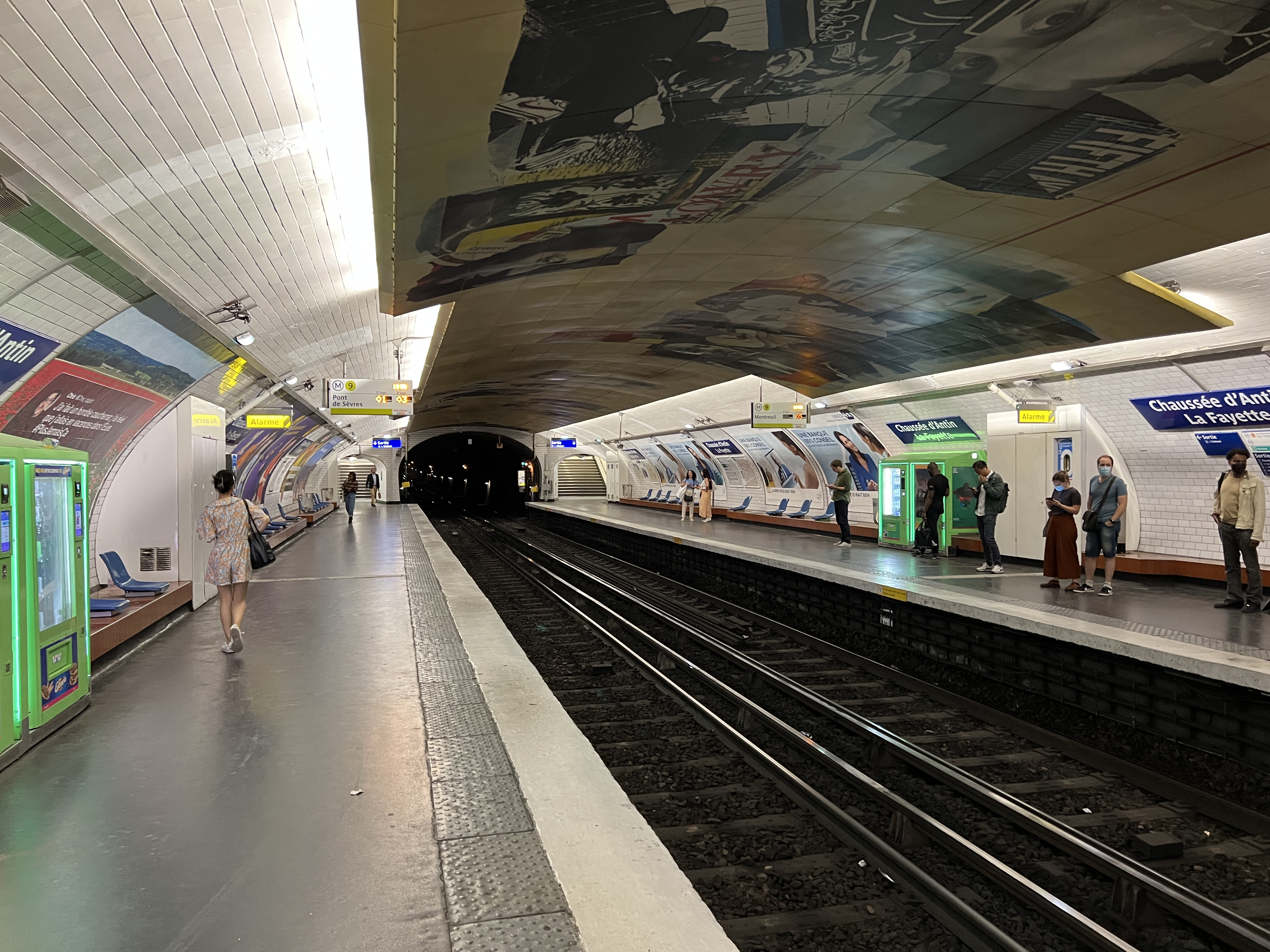
Les quais vus en direction de Mairie de Montreuil.
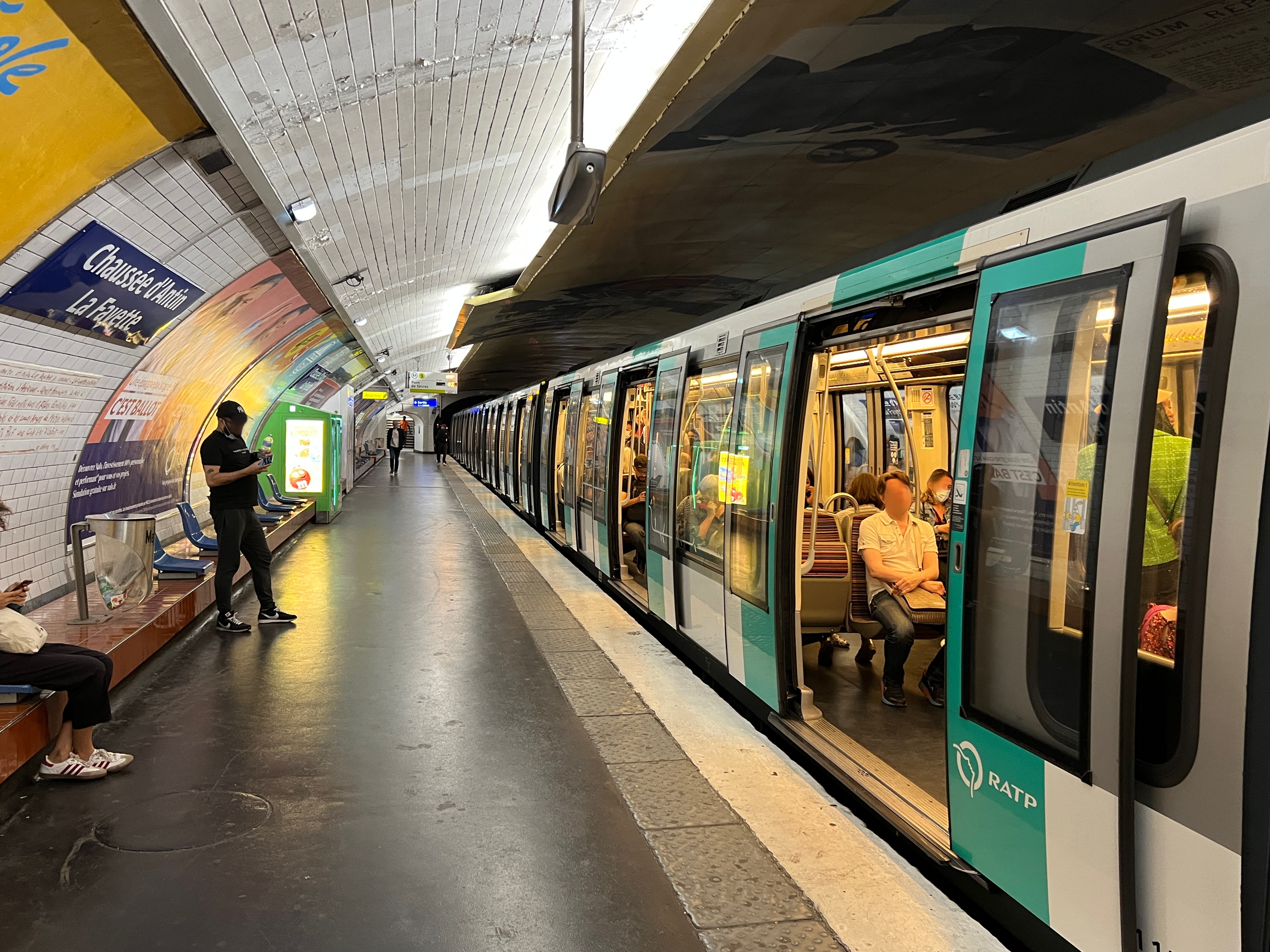
Arrêt d'une rame MF 01 en direction de Pont de Sèvres.
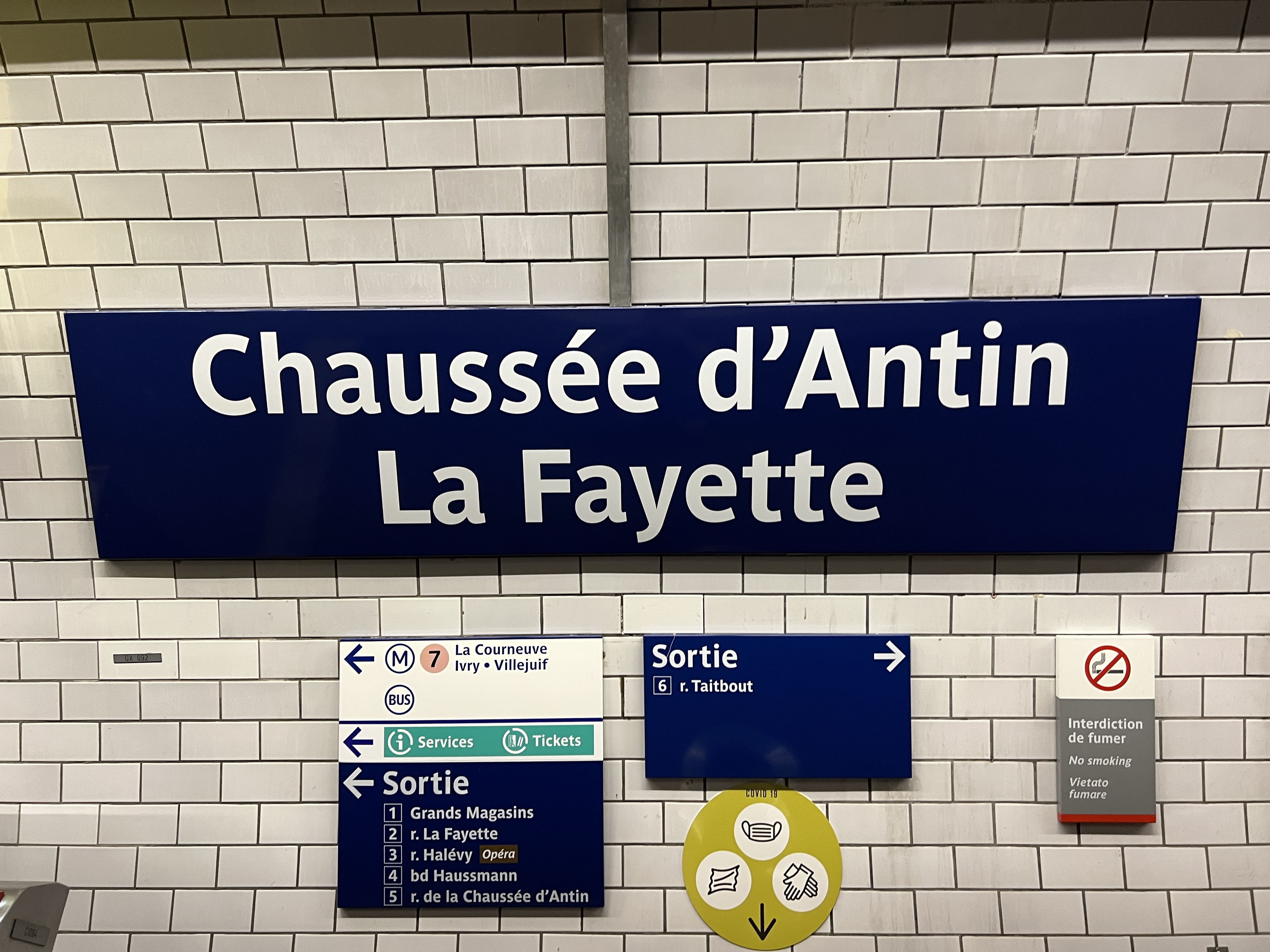
Plaque nominative de la station en tôle émaillée.

### Intermodalité
La station est desservie par les lignes 32, 45 et 68 (pour cette dernière, en direction de Châtillon - Montrouge uniquement) du réseau de bus RATP.

## Fréquentation
Nombre de voyageurs entrés à cette  station :
| Année                      | 2013      | 2014      | 2015      | 2016      | 2017      | 2018      | 2019      | 2020      | 2021      |
| -------------------------- | --------- | --------- | --------- | --------- | --------- | --------- | --------- | --------- | --------- |
| Nombre de voyageurs par an | 7 600 254 | 7 612 896 | 7 395 270 | 6 945 565 | 7 292 728 | 7 470 237 | 7 312 371 | 3 299 036 | 4 251 916 |
| Rang                       | 32e       | 30e       | 32e       | 43e       | 37e       | 36e       | 34e       | 50e       | 48e       |
| Nombre de stations         | 302       | 302       | 302       | 302       | 302       | 302       | 302       | 304       | 304       |

## À proximité
- Galeries Lafayette Haussmann
- Siège central de la Société générale
- Façade arrière de l'opéra Garnier
- Chapelle Taitbout (aujourd'hui église évangélique baptiste coréenne de Paris)